# Pokrzywna (Głuchołazy)
Pokrzywna  (deutsch Wildgrund, auch Wilschgrund, 1945–1947 Zwierzyniec) ist eine Ortschaft der Landgemeinde Głuchołazy (Ziegenhals) in Polen. Sie liegt im Powiat Nyski (Kreis Neisse) in der Woiwodschaft Oppeln.

## Geographie

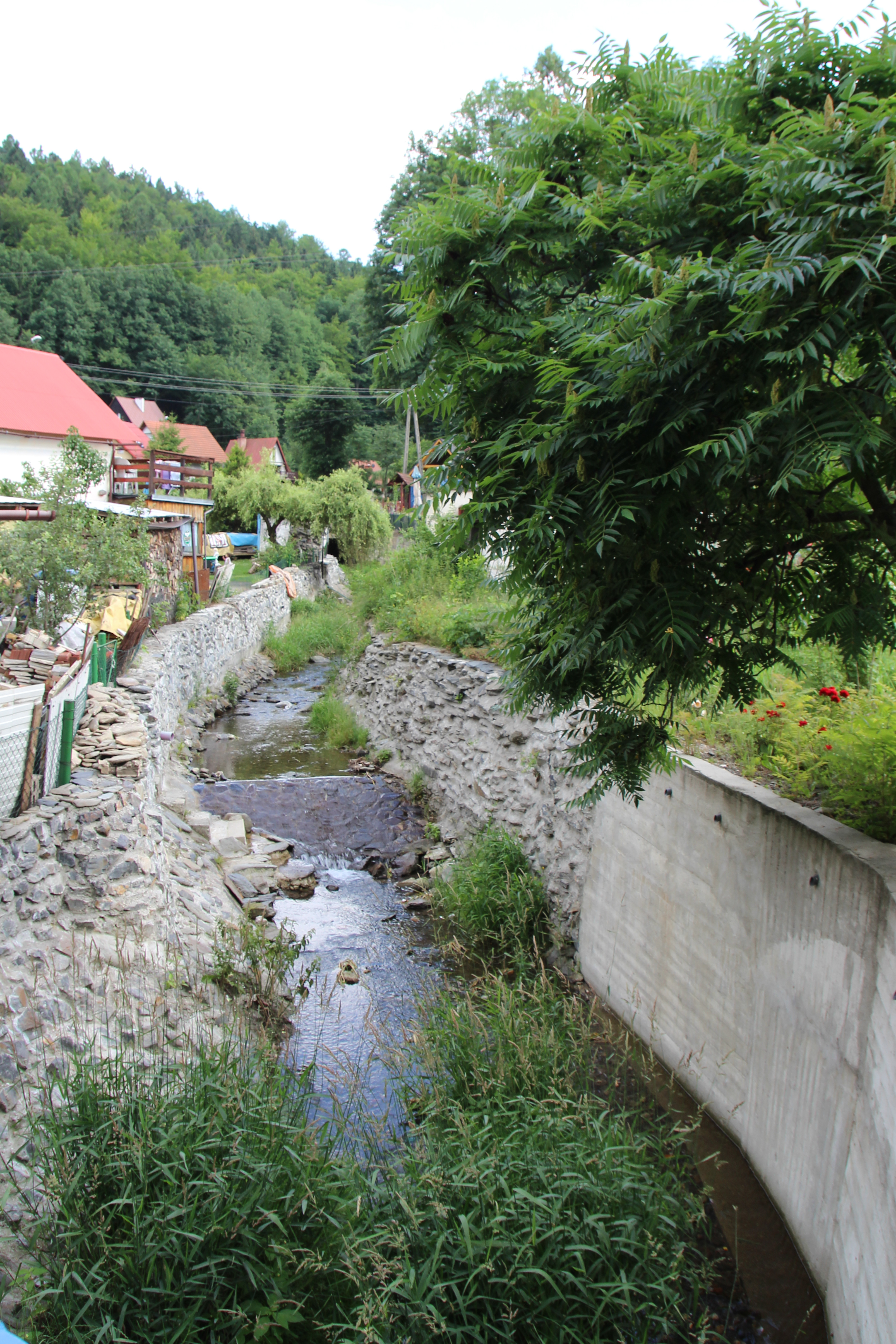
Złoty Potok in Pokrzywna

### Geographische Lage
Das Dorf Pokrzywna liegt im Südwesten der historischen Region Oberschlesien innerhalb des Zuckmanteler Berglands. Der Ort liegt etwa acht Kilometer südöstlich des Gemeindesitzes Głuchołazy (Ziegenhals), etwa 29 Kilometer südöstlich der Kreisstadt Nysa und etwa 60 Kilometer südwestlich der Woiwodschaftshauptstadt Opole. Südöstlich des Dorfes verläuft die Grenze zu Tschechien.
Der Ort liegt in den Sudety Wschodnie (Ostsudeten) innerhalb des Góry Opawskie (Zuckmanteler Bergland). Pokrzywna liegt am Złoty Potok (Goldbach), einem Zufluss der Prudnik sowie am Bystry Potok (Seiffenbach). Das Dorf liegt innerhalb des Landschaftsschutzgebietes Park Krajobrazowy Góry Opawskie. Der Bahnhof Pokrzywna liegt an der Bahnstrecke Krnov–Głuchołazy.

### Nachbarorte
Nachbarorte von Pokrzywna sind im Osten Moszczanka (Langenbrück) und im Westen Jarnołtówek (Arnolsdorf).

## Geschichte

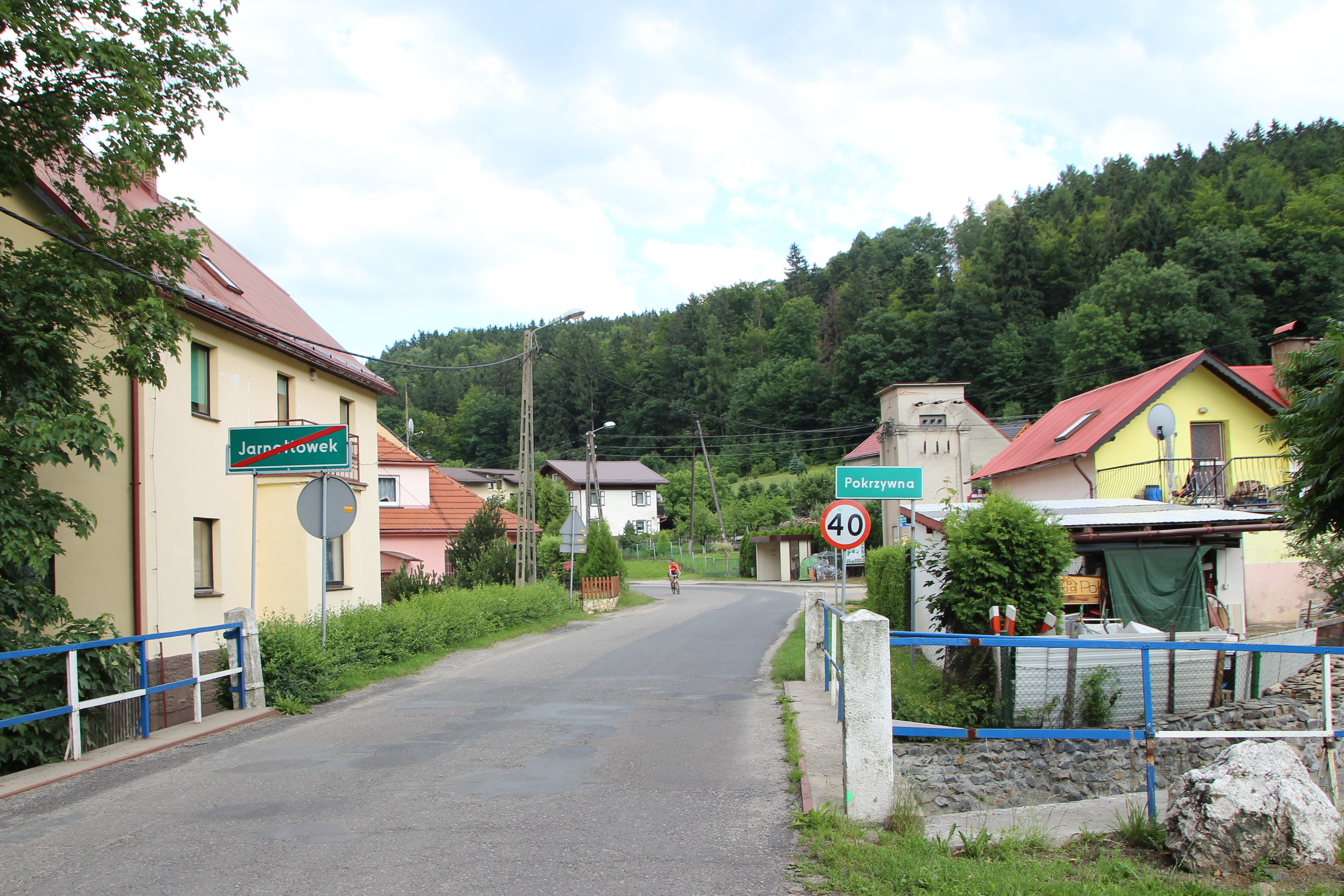
Westlicher Dorfeingang

Wildgrund wurde 1561 pfandweise von den Neustädter Bürgern erworben.
Nach dem Ersten Schlesischen Krieg 1742 fiel Wildgrund mit dem größten Teil Schlesiens an Preußen. Zwischen 1753 und 1754 wurde eine barocke Kirche im Ort erbaut.
Nach der Neuorganisation der Provinz Schlesien gehörte die Landgemeinde Wildgrund ab 1816 zum Landkreis Neustadt O.S. im Regierungsbezirk Oppeln. 1855 lebten 343 Menschen im Ort. 1865 bestand im Ort eine staatliche Försterei. 1874 wurde der Amtsbezirk Langenbrück gegründet, welcher aus den Landgemeinden Langenbrück und Wildgrund und den Gutsbezirken Langenbrück und Wildgrund bestand. 1885 zählte Wildgrund 282 Einwohner.
1933 wurde in Wildgrund das oberschlesische Strandbad eröffnet. Der Schwimmteich hatte eine Länge von 400 Metern und eine Breite von 60 bis 100 Meter. Der Strand war 15 Meter breit. 1939 zählte das Dorf 179 Einwohner. Bis 1945 befand sich der Ort im Landkreis Neustadt O.S.
1945 kam Wildgrund unter polnische Verwaltung und wurde zunächst in Zwierzyniec umbenannt. 1947 wurde der Ort in Pokrzywna  umbenannt. Ab 1950 gehörte es zur Woiwodschaft Oppeln und ab 1999 zum wiedergegründeten Powiat Nyski.

## Sehenswürdigkeiten
- Wohnhaus aus der Mitte des 19. Jahrhunderts[8]
- Schulgebäude aus den 1920er Jahren[8]
- Empfangsgebäude des Bahnhofs Pokrzywna